# 松草甸歷史區
松草甸（英語：Pine Meadows）是位於美國康乃狄克州利奇菲爾德縣的一個鬼鎮。該地的面積和人口皆未知。

## 地理
松草甸的座標為41°52′31″N 72°58′04″W / 41.87528°N 72.96778°W，而該地的平均海拔高度為113米（即371英尺）。